# Martin Gardner
Martin Gardner (n. 21 octombrie 1914, Tulsa, Oklahoma, SUA – d. 22 mai 2010, Norman, Oklahoma, SUA) a fost un scriitor american în domeniul matematicii și științei, specializat în matematică recreativă, dar interesat și de magie, literatură (în special operele lui Lewis Carroll), filosofie, scepticism științific și religie. A publicat seria de articole Mathematical Games în Scientific American între 1956 și 1981, și a scris peste 70 de cărți.

## Opere
- Fads and Fallacies in the Name of Science, Dover Publications, 1957, neue Auflage 2000, ISBN 0-486-20394-8
- Logic Machines and Diagrams, McGraw-Hill, New York 1958 – populäre Darstellung Logischer Maschinen
- Sam Loyd – Mathematical Puzzles, Dover Publications, 1959
- Mathematical Games (vezi: Mathematische Spielereien im Spektrum der Wissenschaft, ISSN 0170-2971
- The Ambidextrous Universe: Mirror Asymmetry and Time-Reversed Worlds, Charles Scriber's Sons, New York 1964
- The Annotated Alice (ein Kommentar zu den Alice-cărți de la Lewis Carroll). 1960, ediție nouă The Definitive Edition 1999. ISBN 0-393-04847-0
- The Annotated Hunting of the Snark (comentar la Gedicht von Lewis Carroll). 1962. ediție nouă 2006. ISBN 0-393-06242-2
- The Annotated Ancient Mariner (comentar la Gedicht von Samuel Taylor Coleridge). 1965, neue Ausgabe 2003. ISBN 1-59102-125-1
- Science Fiction Puzzle Tales, Crown Publishers, New York 1981
- Mathematical Circus, Verlag Alfred A. Knopf, New York – gewidmet Donald E. Knuth
- Mathematic Magic Show, Verlag Alfred A. Knopf, New York (dt.: Mathematische Hexereien, s. o.)
- The Whys of a Philosophical Scrivener, 1983, 1999, ISBN 0-312-20682-8
- Science: Good, Bad, and Bogus, 1990, ISBN 0-87975-573-3
- A Gardner's Workout: Training the Mind and Entertaining the Spirit, 2001, ISBN 1-56881-120-9
- The Colossal Book of Mathematics: Classic Puzzles, Paradoxes, and Problems, W.W. Norton, 2001, ISBN 0-393-02023-1
- Are Universes Thicker Than Blackberries?: Discourses on Gödel, Magic Hexagrams, Little Red Riding Hood, and Other Mathematical and Pseudoscientific Topics, 2003, ISBN 0-393-05742-9